# Wolfgang Kitterer
Wolfgang Kitterer (* 1943; † 2024) war ein deutscher Ökonom, Finanzwissenschaftler und Hochschullehrer.

## Leben
Kitterer studierte von 1965 bis 1969 Volkswirtschaftslehre an der Universität des Saarlandes in Saarbrücken. Seine Promotion zum Dr. rer. pol. erfolgte 1975. Er habilitierte sich in Tübingen 1983.
1984 erhielt er einen Ruf an die Christian-Albrechts-Universität in Kiel, wo er bis 1995 Lehrstuhlinhaber einer Professur für Volkswirtschaftslehre und Finanzwissenschaft (Nachfolge von Willi Albers) war. Zusätzlich war er von 1988 bis 1995 Vorstandsmitglied des Lorenz-von-Stein-Instituts für Verwaltungswissenschaft. 1995 erhielt Kitterer einen Ruf an die Universität zu Köln, an der er bis zu seiner Emeritierung im Februar 2009 Lehrstuhlinhaber einer Professur für Wirtschaftliche Staatswissenschaften war (Nachfolge von Karl-Heinrich Hansmeyer). Außerdem war er gemeinsam mit Clemens Fuest Direktor des Finanzwissenschaftlichen Forschungsinstitutes.
Seit 1990 war Wolfgang Kitterer Mitglied des Wissenschaftlichen Beirates beim Bundesfinanzministerium. Des Weiteren war er Vizepräsident beim Bund der Steuerzahler.

## Veröffentlichungen (Auswahl)
- Das moderne Budget. Eine vergleichende Analyse der zentralen Staatshaushalte Frankreichs und der BRD (= Europäische Hochschulschriften, Reihe 5, Bd. 129). Lang, Frankfurt/M. 1976, ISBN 3-261-01966-2 (Dissertation Universität des Saarlandes).
- (mit Joachim Fronia): Belastungswirkungen der Umsatzsteuer. Gutachten im Auftrag des Bundesministers für Wirtschaft (= Forschungsberichte aus dem Institut für Angewandte Wirtschaftsforschung, Serie A, Bd. 33). Tübingen 1981, ISBN 3-88573-017-0.
- Effizienz- und Verteilungswirkungen des Steuersystems (= Finanzwissenschaftliche Schriften, Bd. 30). Lang, Frankfurt/M. 1986, ISBN 3-8204-8528-7 (Habilitationsschrift Universität Tübingen).
- Finanzausgleich im vereinten Deutschland. Neugestaltung der Finanzbeziehungen zur Stärkung des Föderalismus unter besonderer Berücksichtigung des Landes Bremen. v. Decker, Heidelberg 1994, ISBN 3-7685-2494-9.
- (mit Jörg A. Wiese): Zur Nachhaltigkeit der Finanzpolitik in den Ländern der Europäischen Union. EIPF, Köln 1998.
- (mit Robert C. Plachta): Reform des Bund-Länder-Finanzausgleichs als Kernelement einer Modernisierung des deutschen Föderalismus. Nomos, Baden-Baden 2008, ISBN 3-8329-3521-5.